# Ozbrojené síly Afghánistánu
Afghánské ozbrojené síly, oficiálně Ozbrojené síly Islámského emirátu Afghánistán (paštunsky: د اسلامي امارت وسله وال ځواکونه, persky: نیروهای مسلح امارت اسلامی افغانستان), představují vojenské síly Afghánistánu, které byly pod velením vlády Tálibánu v letech 1997 až 2001 a znovu jsou od srpna 2021. Podle Ministerstva obrany Afghánistánu činil v roce 2023 jejich celkový početní stav 170 000 vojáků.

## Historie
Tálibán vytvořil první podobu ozbrojených sil emirátu v roce 1997 poté, co se zmocnil moci v Afghánistánu po skončení afghánské občanské války, která zuřila v letech 1992 až 1996. Tyto síly byly rozprášeny po invazi USA v roce 2001 a následném pádu první vlády Tálibánu. Byly obnoveny poté, co Tálibán 15. srpna 2021 ovládl hlavní město Kábul a dosáhl tak porážky Američany podporované Islámské republiky Afghánistán včetně její Národní armády a vítězství ve válce v Afghánistánu. Tím došlo k obnovení Islámského emirátu Afghánistán po dvacetileté přestávce ve vládnutí. Oficiálně byly znovu založeny 8. listopadu.

## Struktura
Ministerstvo obrany po převzetí moci Tálibánem změnilo názvy vojenských jednotek, ale ponechalo v platnosti číselná označení všech armádních sborů. S platností od 8. listopadu 2021 je afghánská armáda tvořena těmito sbory:
- 313. centrální sbor (Kábul)
- 209. sbor Al-Fatha (Mazár-e Šaríf)
- 217. sbor Umarí (Kundúz)
- 205. sbor Al-Badr (Kandahár)
- 201. sbor Chálid bin Valíd (Laghmán)
- 203. sbor Mansúrí (Gardéz)
- 207. sbor Al-Farúk (Herát)
- 215. sbor Azm (Hilmand)

## Vybavení
Po zhroucení Afghánské národní armády a Afghánské národní policie ukořistili tálibánští militanti velké množství vojenského vybavení různého typu, které využívají k transformaci na regulérní a moderní armádu. Například již v listopadu 2021 se v Kábulu konala vojenská přehlídka, kde byli tálibánští bojovníci oděni nikoliv v tradičních oděvech, nýbrž v ukořistěných uniformách. Mezi další ukořistěné vybavení patří:
- pěchotní zbraně: Glock 19, M 9, M4, M16, AK-47;
- dělostřelecké systémy: houfnice D-30;
- bojová vozidla: HMMWV ("Humvee"), Ford Ranger, MRAP, M117;
- bojová letadla: vrtulník Mi-17, vrtulník Mi-24, vrtulník MD 500, vrtulník UH-60, bojový letoun EMB 314;
- přepravní letadla: transportní letoun C-130.

V lednu 2022 skupina tálibánských vojáků absolvovala speciální tříměsíční výcvikový program ohledně moderní vojenské techniky. Tálibán se rovněž zmocnil zařízení, která v Afghánistánu vybudovaly zahraniční síly, například letecké základny Bagrám.

## Galerie

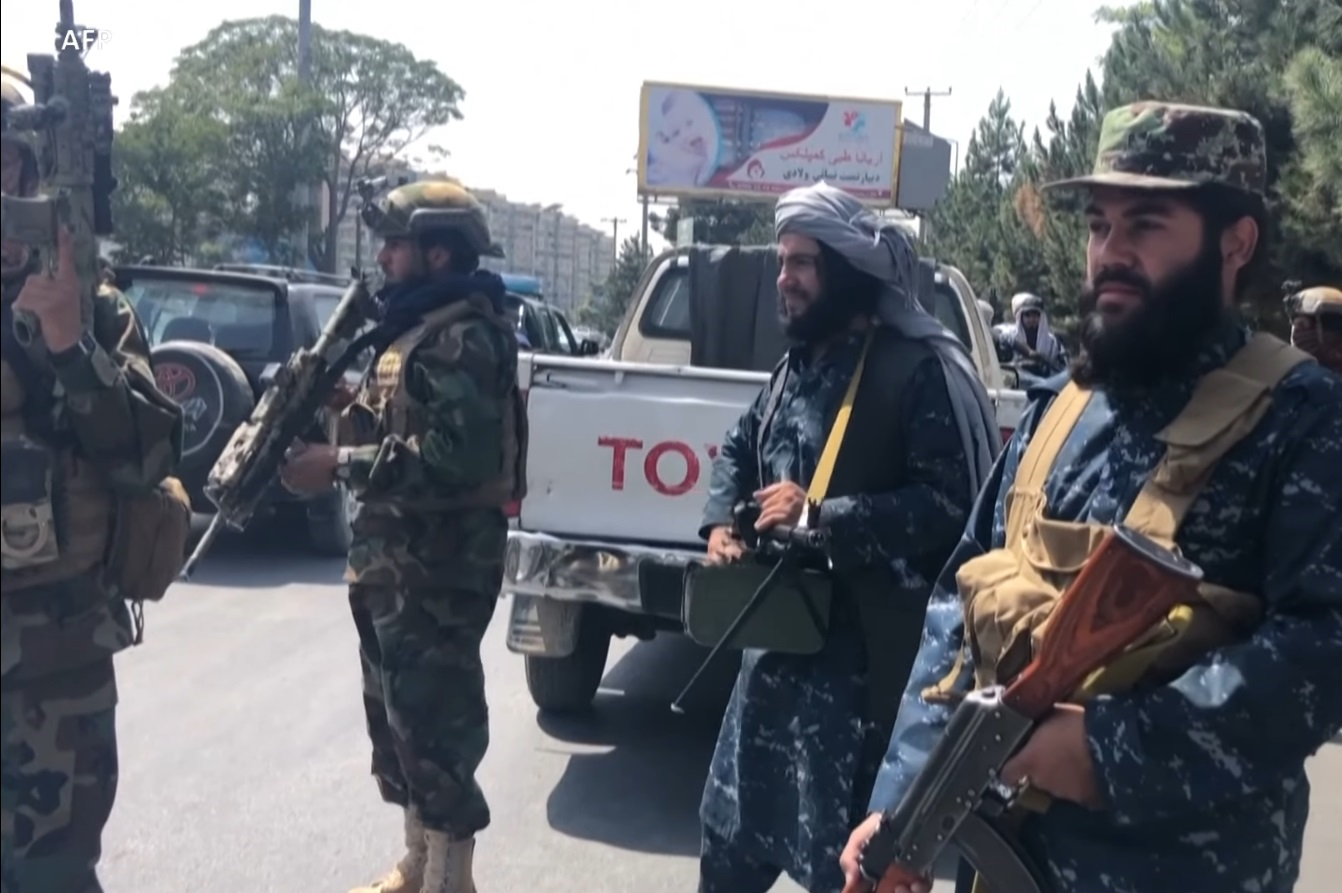
Vojáci Afghánských ozbrojených sil
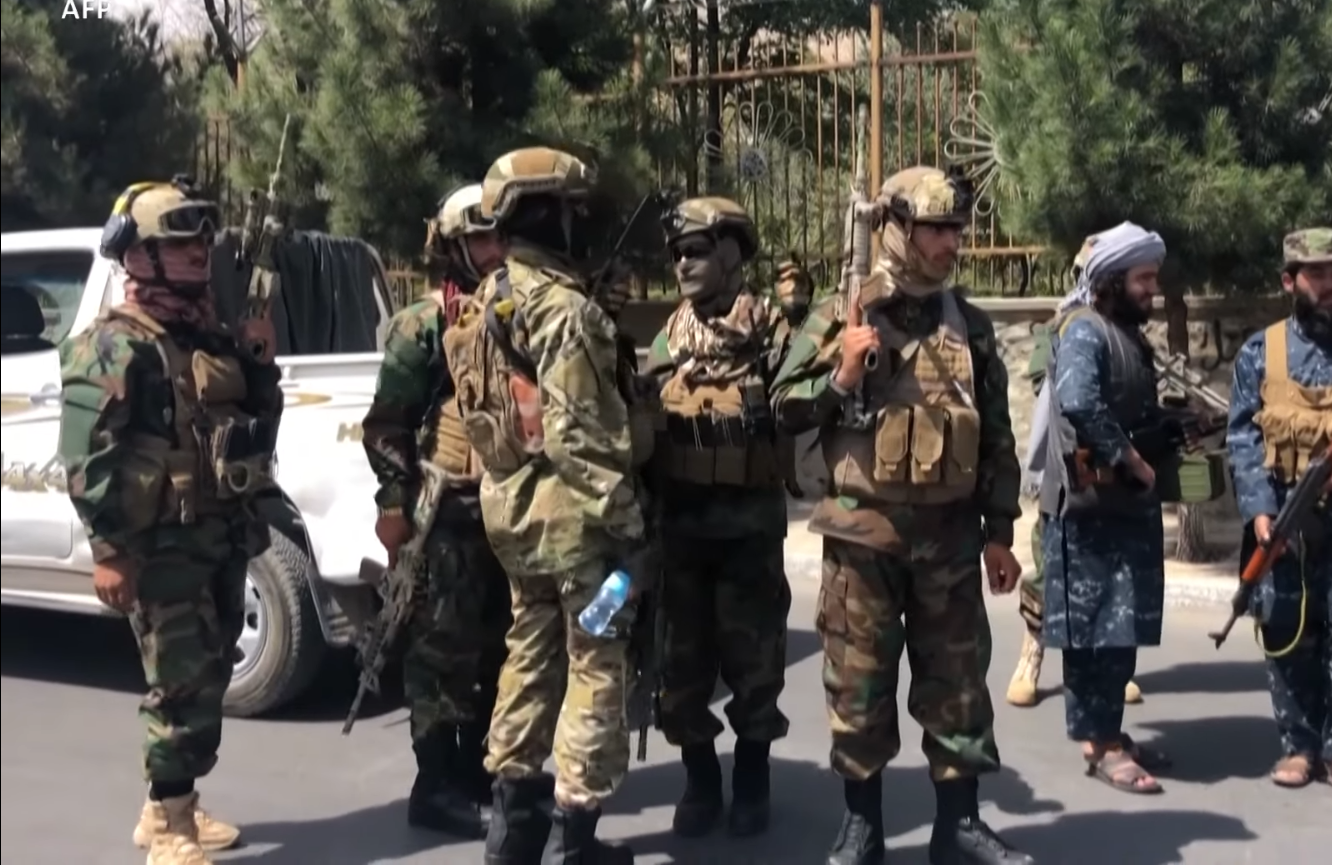
Vojáci Afghánských ozbrojených sil
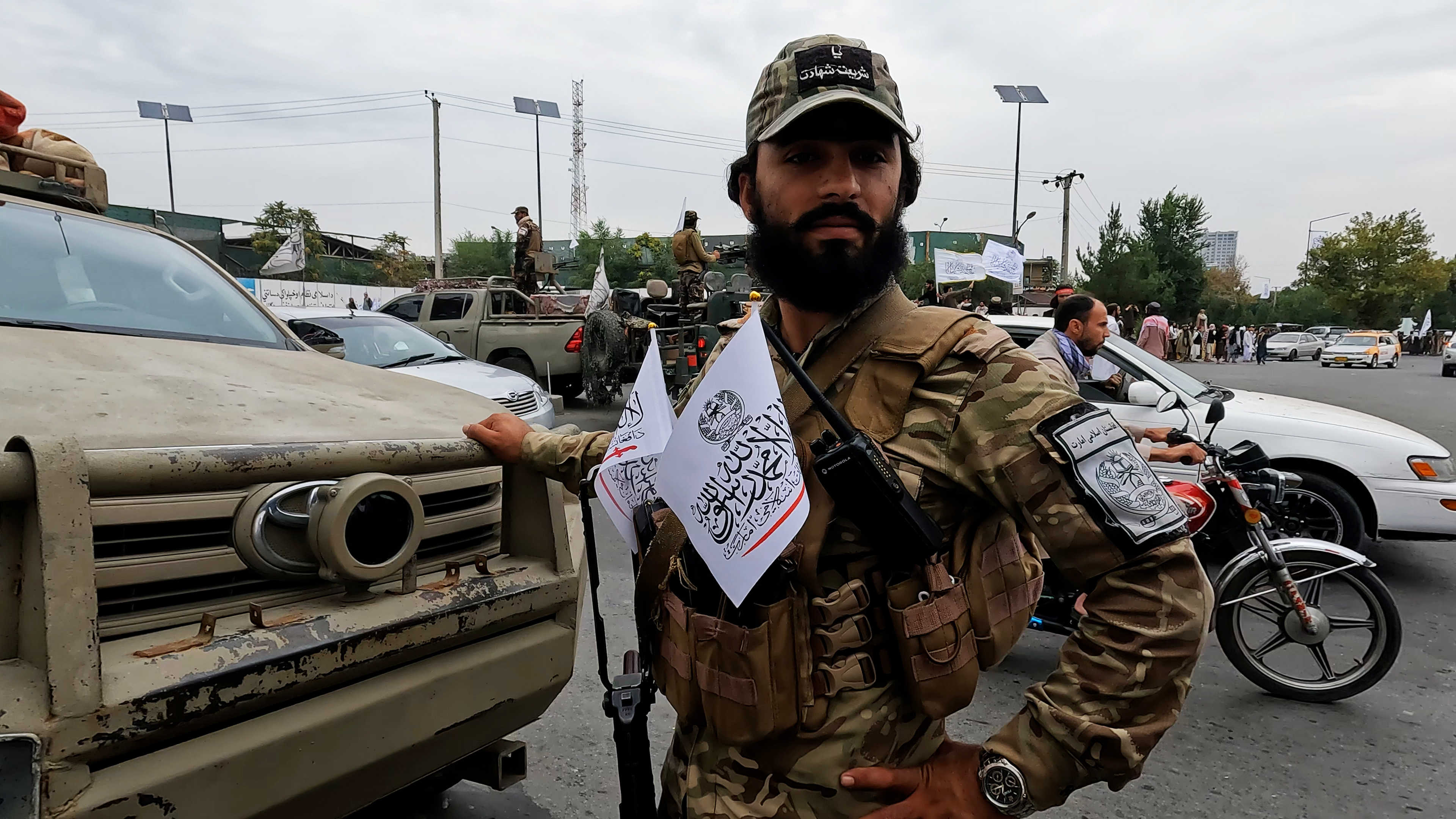
Voják Afghánských ozbrojených sil s vlajkou Tálibánu
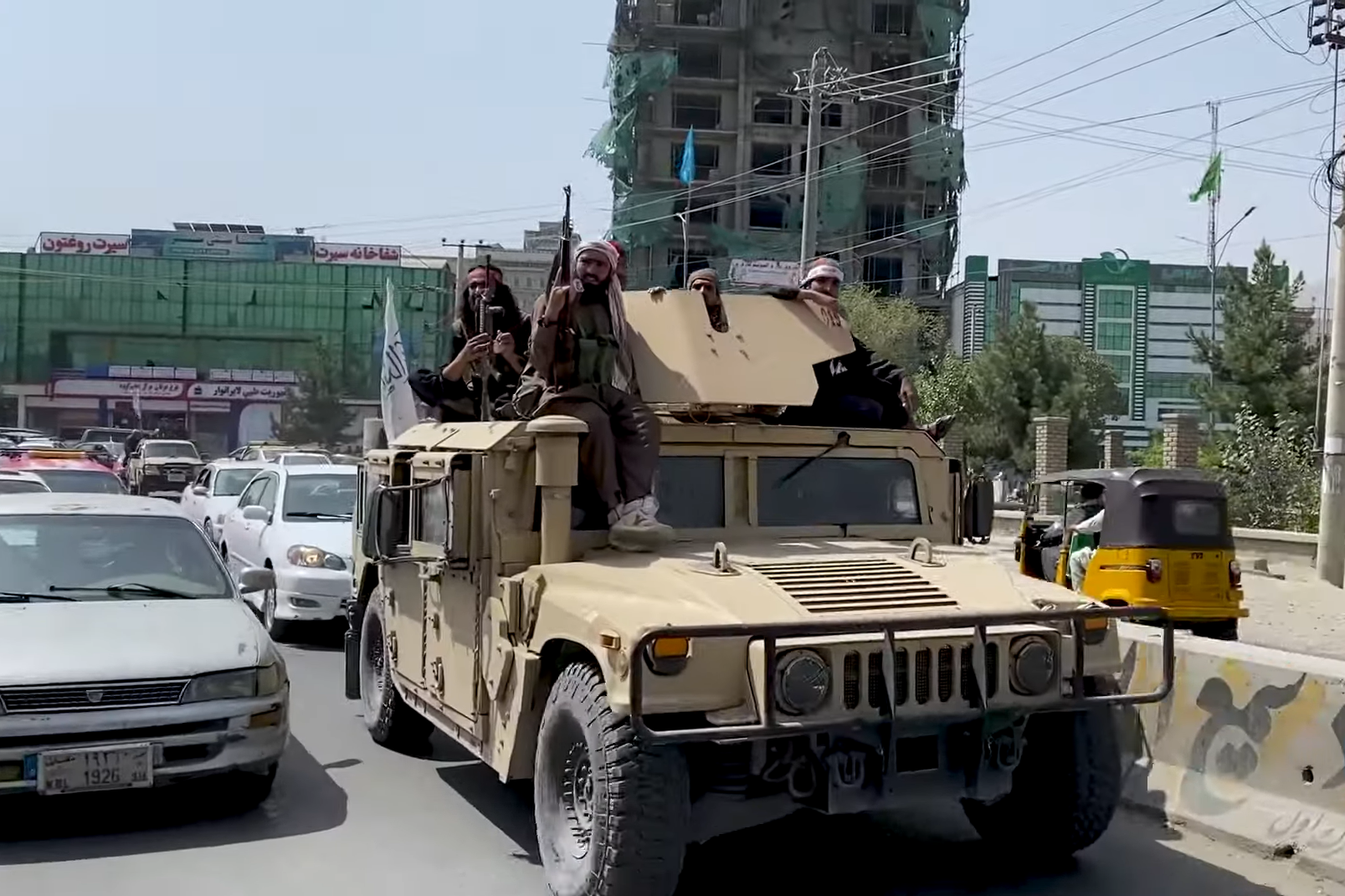
Vojáci Afghánských ozbrojených sil v Humvee
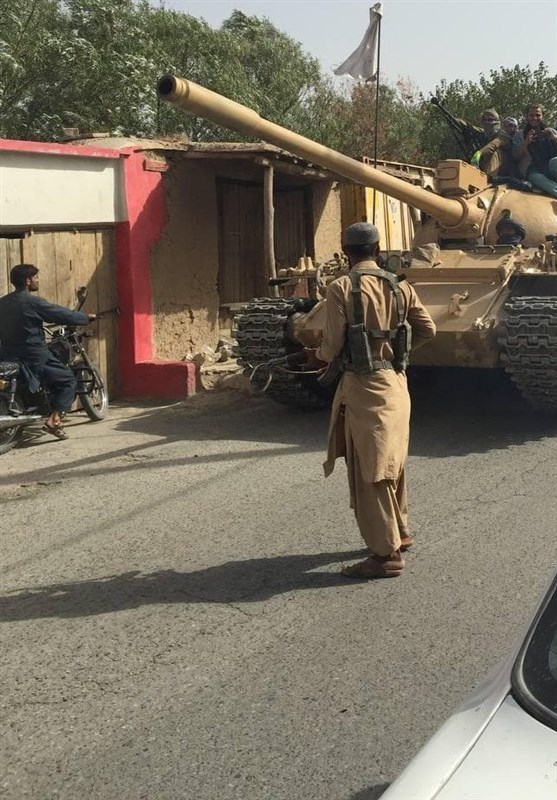
Vojáci Afghánských ozbrojených sil na tanku T-55